# Martin Olson

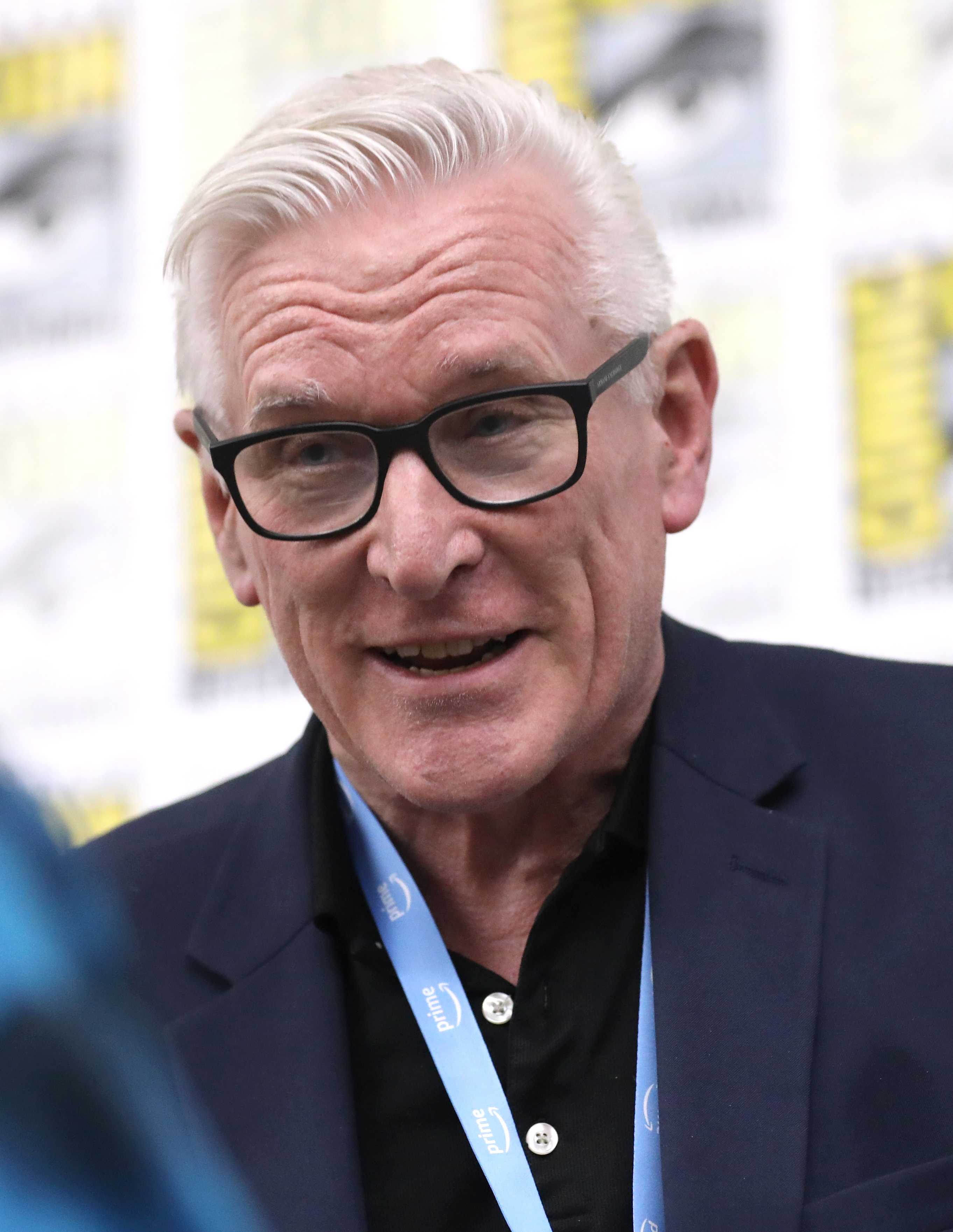
Martin Olson (2023)

Martin Olson (* vor 1965) ist ein US-amerikanischer Drehbuchautor.

## Leben
Martin Olson wuchs in Boston auf und betätigte sich ab Mitte der 1970er Jahre dort als Stand-up-Comedian. Er schrieb bald die Gags für eine Vielzahl an Kollegen. Mitte der 1980er zog er nach Los Angeles. Durch Empfehlungen seiner Komiker-Kollegen wurde er als Autor für Zeichentrickserien angefragt. Ab 1993 war er fester Autor (und gelegentlich Songwriter) bei Rockos modernes Leben.
Ab 2007 war er Autor für die Disney-Zeichentrickserie Phineas und Ferb, wofür er fünfmal für einen Primetime Emmy Award nominiert wurde. Ab 2016 folgte seine Autorenschaft bei Schlimmer geht’s immer mit Milo Murphy.
Martin Olson ist verheiratet. Seine Tochter Olivia Olson (* 1992) ist Schauspielerin.

## Filmografie (Auswahl)
- 1993–1996: Rockos modernes Leben (Rocko’s Modern Life, Zeichentrickserie, 43 Folgen)
- 2007: Elf Bowling the Movie: The Great North Pole Elf Strike
- 2007–2015: Phineas und Ferb (Phineas and Ferb, Zeichentrickserie, 73 Folgen)
- 2016–2019: Schlimmer geht’s immer mit Milo Murphy (Milo Murphy’s Law, Zeichentrickserie, 39 Folgen)
- 2019: Rockos modernes Leben: Alles bleibt anders (Rocko’s Modern Life: Static Cling, Zeichentrickfilm)